# 白文奇
白文奇（はく ぶんき、1955年10月 -）は、中国人民解放軍の軍人、海軍中将。

## 来歴
1955年10月生まれ。遼寧省興城県出身。モンゴル族。中国共産党党員。第12届全国人民代表大会代表。中国人民解放軍国防大学軍事戦略学専攻。北海艦隊副政治委員兼北海艦隊航空兵政治委員を経て、2012年7月に北海艦隊政治委員となる。海軍航空兵出身で最初の艦隊政治委員となった。2013年8月、海軍中将に昇格。

## 参照
- 全国人大代表信息-白文奇_全国人大网
- 港媒统计称解放军新晋升18名中将 凸显科技强军_人民网